# Нови Буг
Нови Буг (на украински: Новий Буг) е град в Южна Украйна, Новобугски район на Николаевска област.
Основан е през 1810 година. Населението му е около 16 200 души.